# LF Kustroute

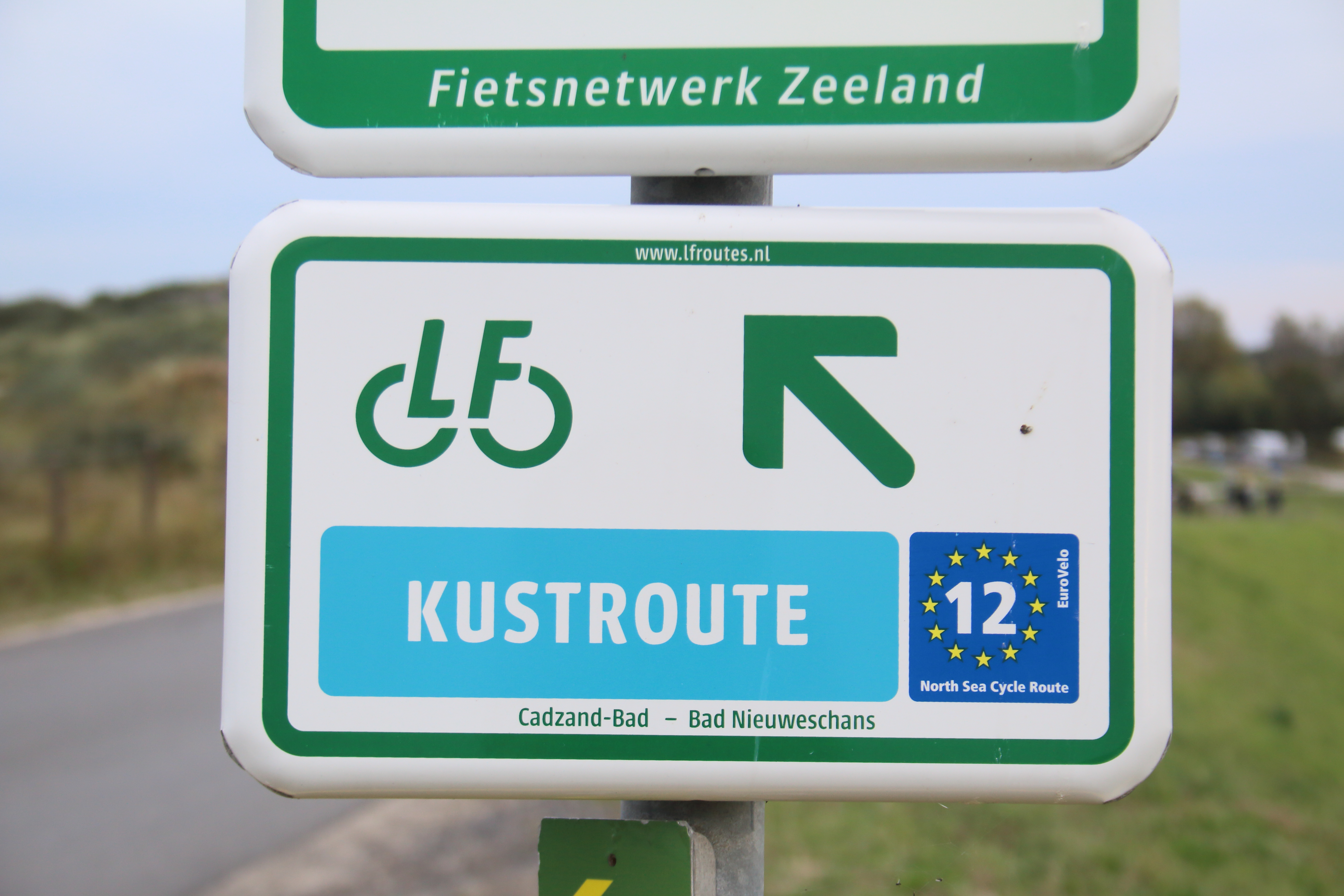
LF Kustroute in Nederland

De LF Kustroute is een LF-icoonroute in Nederland en België (voormalige Landelijke fietsroute 1 en Landelijke fietsroute 10). Het Nederlandse deel is 610 km lang van Bad Nieuweschans tot Cadzand-Bad. Het Vlaamse deel van de Kustroute is 88,5 km lang van Knokke-Heist tot De Panne. De route maakt deel uit van twee Europese langeafstandsfietsroutes (EuroVelo): de EV12 Noordzeeroute en deels van de EV4 Midden-Europaroute. Bij Bad Nieuweschans sluit de route aan op het Duitse deel van de EV12, de D1 Noordzeefietsroute. Bij De Panne sluit de route aan op de Vélomaritime, het Franse deel van de EV12 (en deels EV4). Het traject is bewegwijzerd met rechthoekige bordjes in twee richtingen. De bordjes hangen onder de borden van het fietsroutenetwerk.

## Traject
De route doorkruist de provincies Groningen, Friesland, Noord-Holland, Zuid-Holland, Zeeland en West-Vlaanderen. In Bad Nieuweschans kan de route in Duitsland worden vervolgd als D1 Noordzeefietsroute en de EV12 Noordzeefietsroute. Ook kan in Bad Nieuweschans de LF9 NAP-route opgepakt worden richting Breda.
Na Bad Nieuweschans volgt de route de Westerwoldse Aa tot de monding in de Dollard. Bij Eemshaven kan worden aangesloten op de Internationale Dollardroute. 
De route volgt de Waddenzee. Ze komt langs Pieterburen, bekend van Zeehondencentrum Pieterburen. Hier start ook de bekende wandelroute Pieterpad waar ook een fietsalternatief voor bedacht is, het Fietserpad.
Bij Zoutkamp gaat de route kort het Reitdiep volgen dat uitkomt in Nationaal Park Lauwersmeer. In Lauwersoog kan de LF14 Saksenroute naar Enschede opgepakt worden. De LF Kustroute gaat over de R.J. Cleveringsluizen en de dam in de N361 tussen Waddenzee en Lauwersmeer. In de provincie Friesland blijft de route de Waddenzee in grote lijn volgen richting de Afsluitdijk. In het gebied rond Harlingen loopt ook de Elfstedenfietsroute. In Harlingen gaat de route over de Tsjerk Hiddessluizen.
Vanaf Kornwerderzand tot Den Oever loopt de LF Zuiderzeeroute parallel mee aan de route over de Afsluitdijk. De route volgt enige tijd het Balgzandkanaal en komt in Den Helder. Hier vertrekt de veerboot naar Texel.
De route volgt nu de kust van de Noordzee zuidwaarts. Als eerste door natuurgebied Duinen Den Helder-Callantsoog. Na Callantsoog direct gevolgd door Zwanenwater & Pettemerduinen tot het dorp Petten. Ten zuiden van Petten volgt dan Abtskolk & De Putten als natuurgebied, overgaand in de Schoorlse Duinen.
Na Egmond aan den Hoef voert de route door het Noordhollands Duinreservaat tot Wijk aan Zee. De route gaat om het terrein van Tata Steel IJmuiden heen. Met de veerboot wordt daarna het Noordzeekanaal gekruist.
Het volgende natuurgebied dat de route aandoet is het Nationaal Park Zuid-Kennemerland. De route komt langs het Kopje van Bloemendaal en gaat naar de bekende badplaats Zandvoort.
In de provincie Zuid-Holland gaat de route door natuurgebieden Berkheide en Meijendel. 
Dan volgt het Haagse stadsdeel Scheveningen. In Den Haag is er een aansluiting op de EuroVelo EV2 Hoofdstedenroute en de LF4 Midden-Nederlandroute. Verderop in Hoek van Holland zijn er aansluitingen met de EuroVelo EV15 Rijnroute, EuroVelo EV19 Maasfietsroute en de LF Maasroute. 
Met het veer gaat de route over de Nieuwe Waterweg. Na de Tweede Maasvlakte bevindt de route zich op Voorne-Putten en gaat door natuurgebied Voornes Duin. 
Via de Haringvlietdam, een van de Deltawerken, komt de route op Goeree-Overflakkee. Hier voert de route langs natuurgebieden Duinen Goeree & Kwade Hoek en Volgerland.
Het volgende Deltawerk is de Brouwersdam. Midden op de dam ligt bungalowpark Port Zélande. Hier loopt ook een museumtramlijn. Na de Brouwersdam is de route in de provincie Zeeland, op Schouwen-Duiveland.
De route gaat door natuurgebied Kop van Schouwen. Hierin zit de klim van het Duinhoevepad. Na Burgh-Haamstede gaat de route dwars door Boswachterij Westerschouwen. Over de Oosterscheldekering en de voormalige werkeilanden Roggenplaat en Neeltje Jans komt de route op Noord-Beveland. De Veerse Gatdam is het volgende Deltawerk. 
Op Walcheren gaat de route door het natuurgebied Manteling van Walcheren en door de badplaats Domburg. Via de Westkappelse Zeedijk gaat de route daarna onderlangs de duinen en wordt uiteindelijk Vlissingen bereikt waar bij Station Vlissingen de aansluiting is met de LF13 Schelde-Rheinroute. Hier komt ook de EuroVelo EV4 Midden-Europaroute op de route. 
Na de oversteek van de Westerschelde met de Veerdienst Breskens-Vlissingen volgt de route de kust van Zeeuws-Vlaanderen. Het gaat voorbij het natuurgebied Waterdunen. Op de grens met België voert ze langs het Zwin. De route komt aan in de Vlaamse provincie West-Vlaanderen en gaat door het natuurgebied Zwinduinen en -polders alvorens de badplaats Knokke-Heist te bereiken. 
De route gaat langs Zeebrugge en de belangrijke Zeehaven van Brugge. Hierna komt ze langs domein Zeebos en voert ze door de Uitkerkse Polder.
In Oostende wordt per veerboot de voorhaven overgestoken en komt de LF Vlaanderenroute bij de LF Kustroute. Ook start in Oostende de LF Kunststedenroute welke richting Brugge loopt. De route gaat langs de Internationale Luchthaven Oostende-Brugge.
Net ten noorden van Middelkerke liggen nog goed bewaarde restanten van de Atlantikwall. Dan gaat de route langs de Warandetoren en Villa Les Zéphyrs.
De route gaat door natuurgebied de IJzermonding en steekt hier over met een veer.
In Nieuwpoort-Bad verlaat de LF Vlaanderenroute de LF Kustroute weer. Hier start ook de LF Frontroute richting Ieper. De route voert door natuurgebied Hoge Blekker. Ook komt de route langs het Paul Delvaux Museum en door natuurgebied De Westhoek. Bij De Panne komt de route langs attractiepark Plopsaland De Panne. Adinkerke is de laatste Belgische plaats, hier eindigt de route.
Aan de Franse grens kan verder worden gefietst over de EuroVelo EV4 Midden-Europaroute, de EuroVelo EV12 Noordzeefietsroute en de Franse route ‘La Vélomaritime’ (naar Roscoff).
Van Vlissingen tot Lauwersoog is de route onderdeel van de LF Ronde van Nederland.

## Aansluitingen met Europese routes
- De route is onderdeel van de EuroVelo EV12 Noordzeefietsroute. In zowel Frankrijk als Duitsland wordt de route bewegwijzerd doorgezet.
- In Eemshaven sluit de route aan op de Internationale Dollardroute.
- In Den Haag sluit de route aan de op de EuroVelo EV2 Hoofdstedenroute.
- In Hoek van Holland sluit de route aan op de EuroVelo EV15 Rijnroute.
- Tussen Hoek van Holland en Oostvoorne loopt de route parallel met de EuroVelo EV19 Maasfietsroute.
- In Vlissingen sluit de route aan op de EuroVelo EV4 Midden-Europaroute, deze loopt vanaf daar parallel mee naar de Franse grens.

## Aansluitingen met andere LF- of icoonroutes
- In Bad Nieuweschans sluit de route aan op de Duitse landelijke route D1 Noordzeefietsroute.
- In Bad Nieuweschans kan worden aangesloten op de LF9 NAP-route.
- In Lauwersoog kan worden aangesloten op de LF14 Saksenroute.
- Tussen Kornwerderzand en Den Oever loopt de route parallel met de LF Zuiderzeeroute.
- Tussen Hoek van Holland en Oostvoorne loopt de route parallel met de LF Maasroute.
- Tussen Oostende en Nieuwpoort-Bad loopt de route parallel met de LF Vlaanderenroute.
- In Oostende sluit de route aan op de LF Kunststedenroute.
- In Nieuwvliet-Bad sluit de route aan op de LF Frontroute.
- In De Panne sluit de route aan op La Vélomaritime.

## Aansluitingen met regionale routes
- Op elk willekeurig punt kan gebruik worden gemaakt van het fietsroutenetwerk ter plaatse.
- In Sint Jacobiparochie kan het Jabikspaad opgepakt worden.
- In Sint Jacobiparochie kan de Elfstedenfietsroute opgepakt worden.
- In Egmond kan de Bedevaartenroute worden opgepakt.
- Op Neeltje Jans en in Westkapelle kan de Zeeuwse Windroute opgepakt worden.
- In De Banjaard kan worden aangesloten op de Beleefroute: Expeditie Delta.
- In De Banjaard kan worden aangesloten op het Rondje Veerse Meer.
- In Breezand kan worden aangesloten op de Ku(n)stpicknickplekkenroute.
- In Retranchement kan worden aangesloten op de Staats-Spaanse Liniesroute.
- In Nieuwpoort-Bad kan de roze lus van de Vive le vélo fietsroutes opgepakt worden.